# Arénite

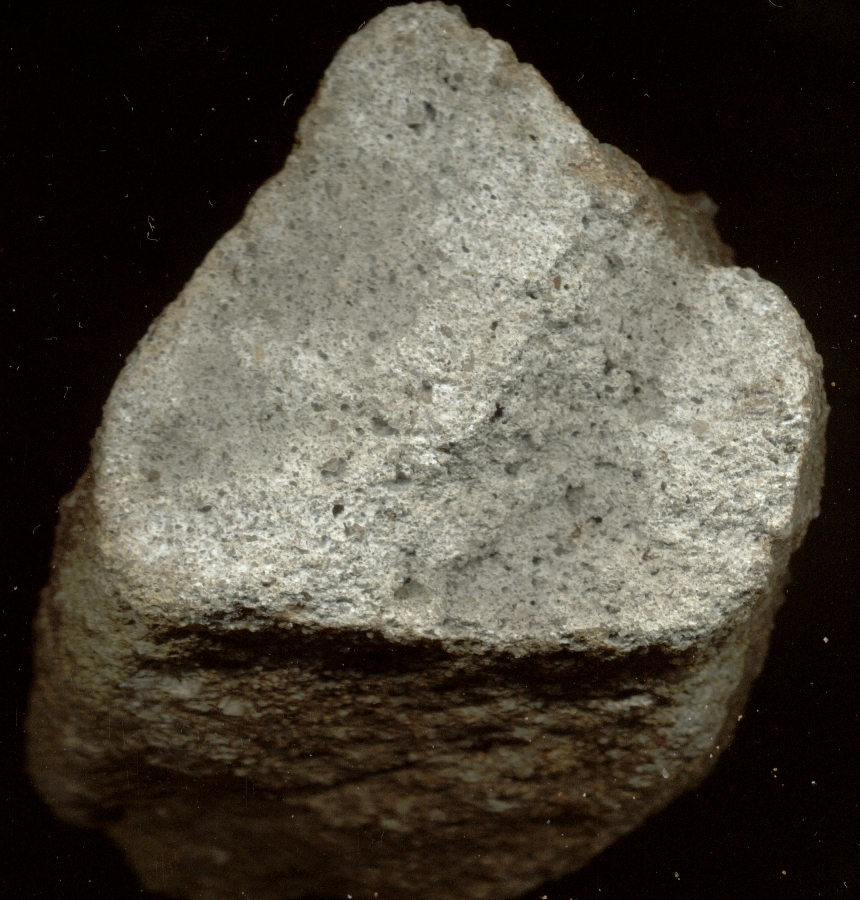
Arénite du Brésil.

L’arénite est un type de roche sédimentaire aussi dites arénacées ; il s'agit de roches détritiques, meubles ou consolidées, dont les éléments ont une granulométrie (taille des grains) comprise entre 1⁄16 mm et 2 mm. 
Le terme est surtout utilisé pour la classification des calcaires détritiques, alors que le mot sable s'applique habituellement aux sédiments siliceux.
L’arénolutite a une granulométrie qui recoupe celle des arénites et celle des lutites (éléments de diamètre inférieur à 1⁄16 mm).

## Classification
| Texture du substrat | Dénomination commune | Avec racines grecques  | Avec racines latines |
| ------------------- | -------------------- | ---------------------- | -------------------- |
| Grossier            | gravier (graveleux)  | pséphite (pséphitique) | rudite (?)           |
| Moyen               | sable (sableux)      | psammite (psammitique) | arénite (gréseux)    |
| Fin                 | argile (argileux)    | pélite (pélitique)     | lutite (?)           |

## Types
Les arénites quartziques sont plus matures que les arkoses : elles sont généralement moins grossières et mieux triées que ces dernières. Les arénites lithiques sont constituées de fragments de quartz et de roches diverses, ce qui leur donne un aspect poivre et sel.